# Часовенская (Шенкурский район)
Часовенская — деревня в Шенкурском районе Архангельской области. Входит в состав муниципального образования «Верхопаденьгское».

## География
Деревня расположена в южной части Архангельской области, в таёжной зоне, в пределах северной части Русской равнины, в 93 километрах на юг от города Шенкурска, на правом берегу реки Паденьга, притока Ваги. Ближайшие населённые пункты: на юго-востоке деревня Вяткинская, на востоке, на противоположенном берегу реки, село Ивановское, являющееся административным центром муниципального образования.
Часовой пояс
Часовенская, как и вся Архангельская область, находится в часовой зоне МСК (московское время). Смещение применяемого времени относительно UTC составляет +3:00.

## Население
| 2002 | 2010 | 2012 |
| ---- | ---- | ---- |
| 86   | ↘48  | →48  |

## История
В 1893 году в деревне была построена часовня в ознаменование спасения царской семьи 17 октября 1888 года.
В «Списке населенных мест Архангельской губернии к 1905 году» деревня Часовенская насчитывает 55 дворов, 172 мужчины и 190 женщин.  В административном отношении деревня входила в состав Верхопаденгского сельского общества Верхопаденгской волости.
На 1 мая 1922 года в поселении 73 двора, 125 мужчин и 200 женщин.